# Driver (saga de videojocs)
El Driver és una saga de videojocs basats en missions de conducció per PlayStation, PlayStation 2, Xbox, Game Boy Advance, ordinador i PlayStation 3. Desenvolupat per Reflections Interactive, publicat originàriament per GT Interactive, i ara es publica per Atari. Hi ha quatre jocs d'aquesta saga, l'últim llançat el 14 de març del 2006. Recentment, Ubisoft ha comprat la franquícia Atari, i els 80 treballadors que treballaven a Reflections Interactive ho faran des de Ubisoft.
L'agost de 2011, la sèrie havia venut més de 16 milions d'unitats mundialment.

## Jocs
- Driver
- Driver 2
- DRIV3R
  - Driver Vegas - Videojoc exclusiu per a telèfon mòbil.
- Driver: Parallel Lines
  - Driver PS3 - Un possible joc de la saga Driver per a la PlayStation 3.
- Driver: San Francisco